# Mario Zenari
Mario Zenari, né le 5 janvier 1946 à Villafranca di Verona, est un prélat catholique italien, nonce apostolique en Syrie (en) depuis 2008, créé cardinal lors du consistoire du 19 novembre 2016.

## Biographie

### Enfance
Mario Zenari est né à Rosegaferro, hameau de Villafranca di Verona, dans la province de Vérone, en Italie, le 5 janvier 1946.

### Prêtre
Le 5 juillet 1970, il est ordonné prêtre pour le diocèse de Vérone, par son évêque Giuseppe Carraro. Diplômé en droit canonique, c’est un ancien élève (promotion 1976) de l’Académie pontificale ecclésiastique. Il entra au service diplomatique du Saint-Siège en 1980 où il travailla successivement pour les représentations diplomatiques du Saint-Siège auprès du Sénégal, du Liberia (en), de la Colombie (en), de l'Allemagne et de la Roumanie. 
Le 25 mars 1993, il est élevé au rang de conseiller de nonciature avant d’être, le 7 février 1994, nommé représentant permanent du Saint-Siège auprès de l’Agence internationale de l'énergie atomique et de l’Organisation pour la sécurité et la coopération en Europe ainsi qu’observateur permanent auprès de l’Organisation des Nations unies pour le développement industriel et de l’Office des Nations unies à Vienne.

### Nonce apostolique
Le 12 juillet 1999, il est promu nonce apostolique en Côte d'Ivoire et au Niger (en) par Jean-Paul II, et reçoit le titre d’archevêque titulaire d'Iulium Carnicum (de). le 25 juillet suivant, il est de plus nommé nonce au Burkina Faso (en). Il est consacré le 25 septembre suivant par le cardinal secrétaire d’État Angelo Sodano, assisté de Flavio Roberto Carraro (it), évêque de Vérone, où il est incardiné, et de Marcello Zago (it), secrétaire de la congrégation pour l’évangélisation des peuples. Le 10 mai 2004, il est transféré à la nonciature du Sri Lanka (en). Le 30 décembre 2008, Benoît XVI le déplace à la nonciature de Syrie (en), pays où il doit affronter les conséquences de la guerre civile syrienne.

### Cardinal
Il est créé cardinal comme seize autres prélats lors du consistoire du 19 novembre 2016 par le pape François qui lui attribue la diaconie de S. Maria delle Grazie alle Fornaci fuori Porta Cavalleggeri. Il reste en poste dans la « Syrie aimée et martyrisée » selon les mots du pape. Il est installé dans sa paroisse cardinalice le 25 mars 2017.
Il participe au conclave de 2025 qui voit l'élection de Léon XIV, à qui il impose le pallium en l'absence du cardinal Dominique Mamberti.